# Microlicia vestita
Microlicia vestita är en tvåhjärtbladig växtart som beskrevs av Dc.. Microlicia vestita ingår i släktet Microlicia och familjen Melastomataceae. Inga underarter finns listade i Catalogue of Life.